# Rosebud (torrente)
Il torrente Rosebud (Rosebud Creek) è un affluente di destra del fiume Yellowstone. È lungo circa 220 km e scorre nel sud-est dello stato americano del Montana ad est della riserva indiana dei Crow (Crow Indian Reservation) attraversando le contee di Big Horn e Rosebud.

## Il corso
Il Rosebud Creek nasce sul fianco orientale delle Wolf Mountains (Montagne del lupo), catena montuosa nella contea di Big Horn, e inizia con una biforcazione: il North Fork Rosebud Creek e il South Fork Rosebud Creek. I due bracci del fiume scorrono lungo il fianco orientale delle Wolf Mountains per circa 13 km per poi confluire in un unico alveo che punta decisamente a nord per un tratto di circa 50 km. A Busby, il Rosebud Creek piega a nord-est e poi punta di nuovo a nord proseguendo la sua corsa ancora per 80 km fino ad ovest della comunità non incorporata di Rosebud dove termina il suo percorso confluendo nello Yellowstone River.
Il Rosebud Creek si caratterizza per le tortuosità del suo percorso e scorre in una regione stepposa con vegetazione semiarida. Per questo motivo le sue acque vengono utilizzate per irrigare i campi circostanti e, in misura minore, per l’allevamento del bestiame.

## Idrologia
Pur essendo classificato come ‘torrente’, per portata delle acque il Rosebud potrebbe tranquillamente rientrare nella categoria dei fiumi in quanto convoglia molta più acqua di alcuni corsi d’acqua del Montana che sono definiti tali.
Il Rosebud Creek drena un'area di 3385 km². La portata media vicino alla bocca è di 25,6 m³ / s, ma il deflusso annuo è soggetto a forti oscillazioni.

## Fatti storici
Nella grande guerra Sioux del 1876, il 17 giugno, una forza di Lakota Sioux e Cheyenne del Nord agli ordini di Cavallo Pazzo attaccò la colonna di soldati del generale George Crook sul drenaggio superiore del Rosebud Creek, nella parte meridionale delle Wolf Mountains, dando vita quella che è ricordata come la battaglia del Rosebud. Il sito di quella battaglia dal 2008 è classificato National Historic Landmark (NHL) con il nome di Rosebud Battlefield State Park.
Sempre a metà giugno, il grande accampamento di Lakota Sioux e Cheyenne del Nord si trasferì dal Rosebud Creek sulle sponde del torrente Ash nella valle del Little Bighorn lasciando tracce evidenti del proprio trasferimento, tracce seguite poi dal tenente colonnello George Armstrong Custer che così portò il 7º Reggimento di cavalleria verso la fatale battaglia del Little Bighorn.